# Aeolodermus
Aeolodermus is een geslacht van kevers uit de familie van de loopkevers (Carabidae). De wetenschappelijke naam van het geslacht is voor het eerst geldig gepubliceerd in 1929 door Andrewes.

## Soorten
Het geslacht Aeolodermus is monotypisch en omvat slechts de volgende soort:
- Aeolodermus emarginatus (Chaudoir, 1872)